# 倉田葛三
倉田 葛三（くらた かっさん、宝暦12年（1762年） - 文政元年6月12日（1818年7月14日））は江戸時代後期の俳人。諱は覃。通称は久右衛門。別号に騎鯨、黙斎、秋暮亭など。
地元信州で宮本虎杖、江戸で加舎白雄に師事した。白雄創立の春秋庵、相模大磯宿の名門鴫立庵、松代の虎杖庵主を兼任し、信州や関東地方を精力的に行き来し、東北地方や九州へも遊んだ。

## 生涯
宝暦12年（1762年）、信濃国埴科郡松代城下荒町（長野県長野市松代町東条字荒町）の塩入家に生まれる。鼠屋と号する豪商だったとも、松代藩士だったともいう。姉と妹が一人ずついた。僧門を志望し東条村の観喜寺に入った。ある日、師に加持祈祷の利益を問うたところ、方便と答えられ、それ以上の説明がなかったため、還俗を決意した。
千曲川を下った戸倉村（千曲市戸倉）の宮本虎杖に入門し、天明7年（1787年）春、虎杖編『天明七未年 虎杖庵草稿』弐巻に騎鯨として七句初入句した。寛政2年（1790年）中、 江戸に出て、春秋庵加舎白雄に執筆として師事したが、白雄は寛政3年（1791年）死去し、常世田長翠が春秋庵二世となった。寛政4年（1792年）11月、長翠に独立を許され、寛政6年（1794年）春、長翠を継いで三世春秋庵主となった。同年東北地方を巡った。
11月18日、相模国大磯宿鴫立庵主三浦柴居が病死したため、これも継いで八世鴫立庵主に就任した。寛政10年（1798年）春、春秋庵を年々庵帰童に譲った。
文化6年（1809年）、京、大坂、広島、小倉を経て長崎まで旅をし、『筑紫みやげ』を著した。文化8年（1811年）其堂（帰童）が春秋庵を放棄したため、この頃春秋庵主に再任したと思われる。文化9年（1812年）5月初旬、国元の師の要請により虎杖庵主にも就任した。
文政元年（1818年）6月10日、辞世「六月や十日暮らせし一手柄」「身の上の夏や蓮の一枚葉」を詠み、12日死去した。法号は一阿葛三居士。大磯地福寺にて葬儀が行われた。墓碑は円覚寺誠拙周樗の揮毫で鴫立庵に建てられた。
死後、松代城外新田村（千曲市新田）伊勢社に辞世「六月や十日くらせし一手柄」、松島瑞巌寺に「松風はたねんのはしよ子雋」の句碑が建てられた。文政2年（1819年）11月、門下遠藤雉啄により『葛三句集』が刊行された。
明治24年（1891年）4月24日、松代は大火に見舞われ、生家、遺品が焼失した。
昭和22年（1947年）8月、地元松代の俳人清水瓢左により葛三顕彰会が設立され、11月12日松代城巽櫓跡に「月夜よし行／＼あてはなかりけり」の句碑が建てられた。昭和42年（1967年）11月には同会より『葛三全集』が刊行された。